# Titanic (film, 1997)
Titanic je americký film, který v roce 1997 natočil režisér James Cameron. Získal řadu ocenění, včetně rekordních 11 Oscarů, které zahrnuly i Cenu Akademie za nejlepší film roku. Snímek zpracovává katastrofu zaoceánské lodi Titanic z roku 1912. Patří mezi nejnákladnější filmy v historii světové kinematografie a s celkovými celosvětovými tržbami ve výši 2,1 miliardy dolarů drží  pozici čtvrtého kasovně nejúspěšnějšího filmu všech dob.
Je často označován jako nejromantičtější film všech dob – zápletka o lásce, překonávající i hrůzy katastrofy a dva lidé, kteří jsou kvůli ní schopni se i obětovat. Výrazná filmová hudba podtrhuje celkový dojem a vyznění díla.

## Příběh
Děj fiktivního příběhu se odehrává ve dvou časových obdobích: V roce 1996 hledač pokladů Brock Lovett hledá ve vraku Titanicu známý šperk Srdce oceánu. V trezoru Caledona Hockleyho speciální průzkumná ponorka nalezne kresbu nahé mladé ženy. Zpráva o nálezu je posléze zveřejněna v televizi, kde ji vidí stoletá Rose Calvertová. Se svojí vnučkou navštíví Lovetta a řekne mu, že ona je žena na obrázku. Rose později vypráví příběh lásky, kterou prožila na Titanicu roku 1912. Tehdy bylo Rose sedmnáct let a byla zasnoubená s bohatým, ale nesympatickým Calem Hockleyem (Billy Zane). Její matka to tak chtěla a protože jejich rodina chudla a matka nebyla ochotna nic dělat, neměla na výběr. Rose měla na lodi pronajato jedno z nejluxusnějších apartmá, ale ve společnosti, ve které se pohybovala, cítila prázdnotu a nepochopení a chtěla spáchat sebevraždu skokem z lodi. Když ale poznala chudého mladíka a malíře Jacka Dawsona (Leonardo DiCaprio), který vyhrál lístek do 3. třídy v pokeru, rozmyslela si to. Jack jí pomohl překonat duševní strádání a i přes nesouhlas společnosti si ji získal svým humorem a svobodomyslným smýšlením. Oba prožívali nádherné chvíle lásky a romantiky (Jack také namaloval Rosin obrázek, nalezený na začátku filmu), a to až do chvíle, kdy Titanic narazil v Atlantském oceánu do plovoucího ledovce. Pak na lodi vypukl zmatek, každý se chtěl zachránit, a mnohdy se ukázalo, že ti, již nebyli příliš oblíbení, jsou hrdinové a naopak. Jako zbabělec se ukáže i Rosin snoubenec, který navzdory tomu, že se loď potápí, obviní Jacka z loupeže Srdce oceánu – drahokamu, který on Rose daroval – a nechá ho uvěznit v podpalubí. Zde by býval Jack zemřel, kdyby ho statečná Rose nezachránila a neodmítla dokonce nastoupit do záchranného člunu bez něj. Spolu se jim, díky Jackově pohotovosti, podaří přežít samotné potopení lodi; dalším rizikem je ale ledová voda, v níž je nemožné přežít několik potřebných hodin. I tehdy Jack Rose zachrání tím, že ji vysadí na plovoucí kus dřeva, sám však umrzá. Předtím mu ale Rose na jeho přání slíbí, že bude šťastná a bude žít dál, až nakonec Jack zmizí v hlubině. Rose je s pár dalšími lidmi po několika hodinách zachráněna jako jedna z posledních přeživších a začne žít zcela nový život pod jiným jménem.
Všichni jsou jejím příběhem dojati a výzkumná loď odjíždí. Uprostřed noci, Rose na zádi Lovettovy lodi hází Srdce oceánu, které měla až do této chvíle u sebe, do moře. Pak ulehá do přidělené kajuty a z fotek na polici je vidět, že svůj slib Jacku Dawsonovi splnila – žila dál a byla šťastná.
Film tak okem fiktivního příběhu zobrazuje potopení lodě Titanic patřící White Star Line ve vodách severního Atlantiku v noci ze 14. na 15. dubna 1912.

## Obsazení
- Leonardo DiCaprio – Jack Dawson

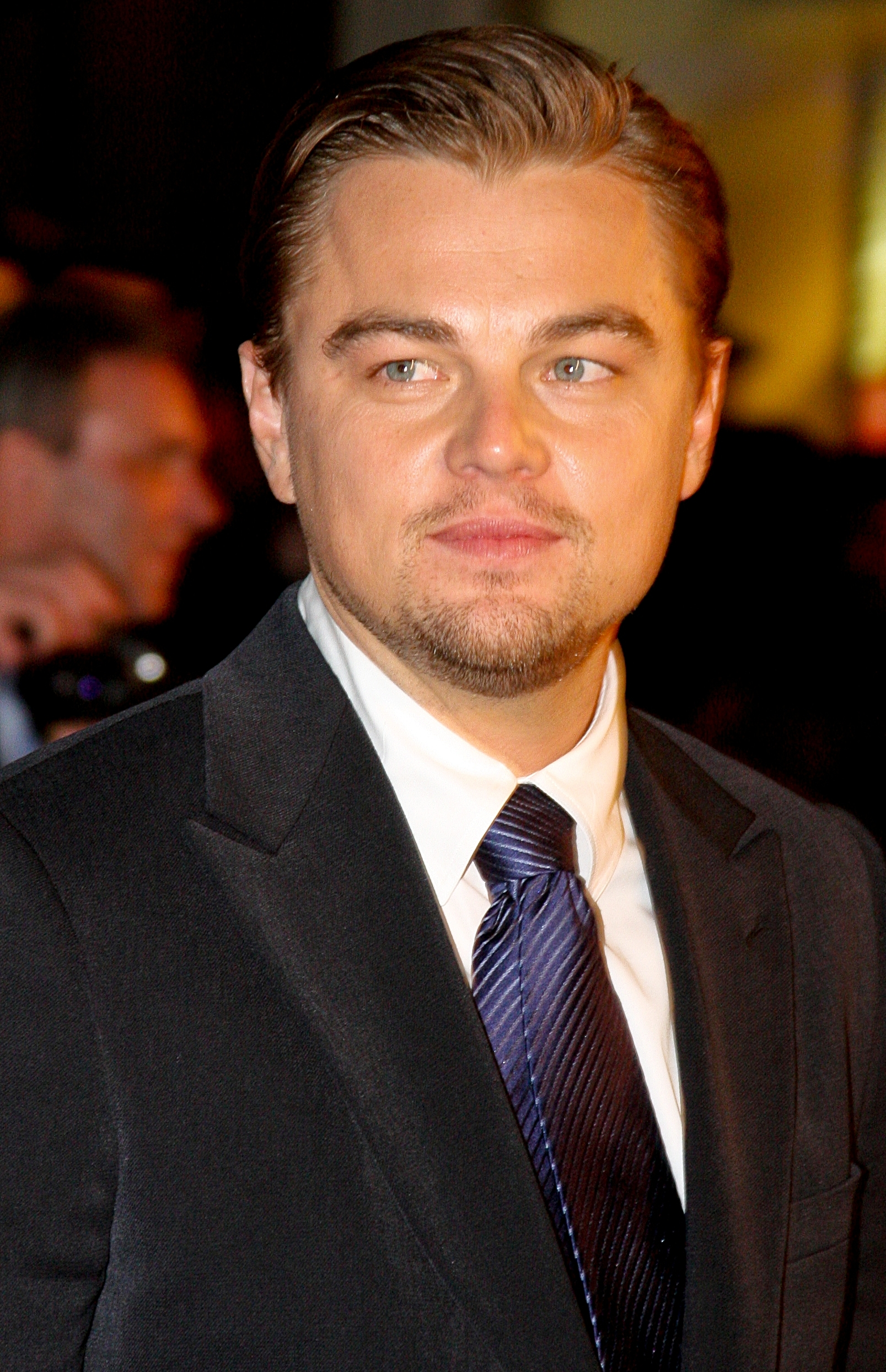
Leonardo DiCaprio, představitel Jacka Dawsona

- Kate Winslet – Rose DeWitt Bukater
- Billy Zane – Caledon „Cal“ Hockley
- Kathy Bates – Margareth „Molly“ Brown
- Bill Paxton – Brock Lovett
- Gloria Stuart – Rose Dawson Calvert (stará Rose)
- Frances Fisher – Ruth DeWitt Bukater
- Bernard Hill – Kapitán Edward J. Smith
- Jonathan Hyde – Bruce Ismay, ředitel společnosti White Star Line
- David Warner – Spicer Lovejoy
- Victor Garber – Thomas Andrews, hlavní konstruktér
- Danny Nucci – Fabrizio De Rossi
- Lewis Abernathy – Lewis Bodine
- Suzy Amis – Lizzy Calvert
- Nicholas Cascone – Bobby Buell

## Zajímavosti
Roku 1995 režisér James Cameron inicioval několik ponorů k již objevenému vraku (první části objeveny roku 1985) a podmořské záběry pak ve filmu použil.
Podle původní představy režiséra Jamese Camerona měl hvězdný pár ztvárnit úplně někdo jiný. Jacka Dawsona měl původně zahrát Matthew McConaughey nebo Chris O'Donnell. Až potom si uvědomil, že oba herci jsou na danou roli příliš staří, a úlohu svobodomyslného mladíka udělil Leonardu DiCapriovi.
Kate Winslet se do své úlohy již na první pohled neuvěřitelně vžila a pro získání role udělala vše. Porazila tak své rivalky Gwyneth Paltrow i Claire Danes. Film z obou herců vytvořil hvězdy.
Pro natočení filmu nechal Cameron postavit téměř stejnou kopii lodě. Každému detailu věnoval maximální pozornost. Dal postavit i obrovskou nádrž, ve které ji nechal potopit.

## Hudba
Film je podbarvený filmovou hudbou Jamese Hornera, který za ni získal Oscara.
James Horner je autorem soundtracku Back to Titanic.
Známá je např. skladba Céline Dion My Heart Will Go On.
Ve filmu zazněla i píseň Blíž k tobě, Bože můj kterou údajně skutečně hrál lodní ansámbl při potápění lodi.

## Ocenění

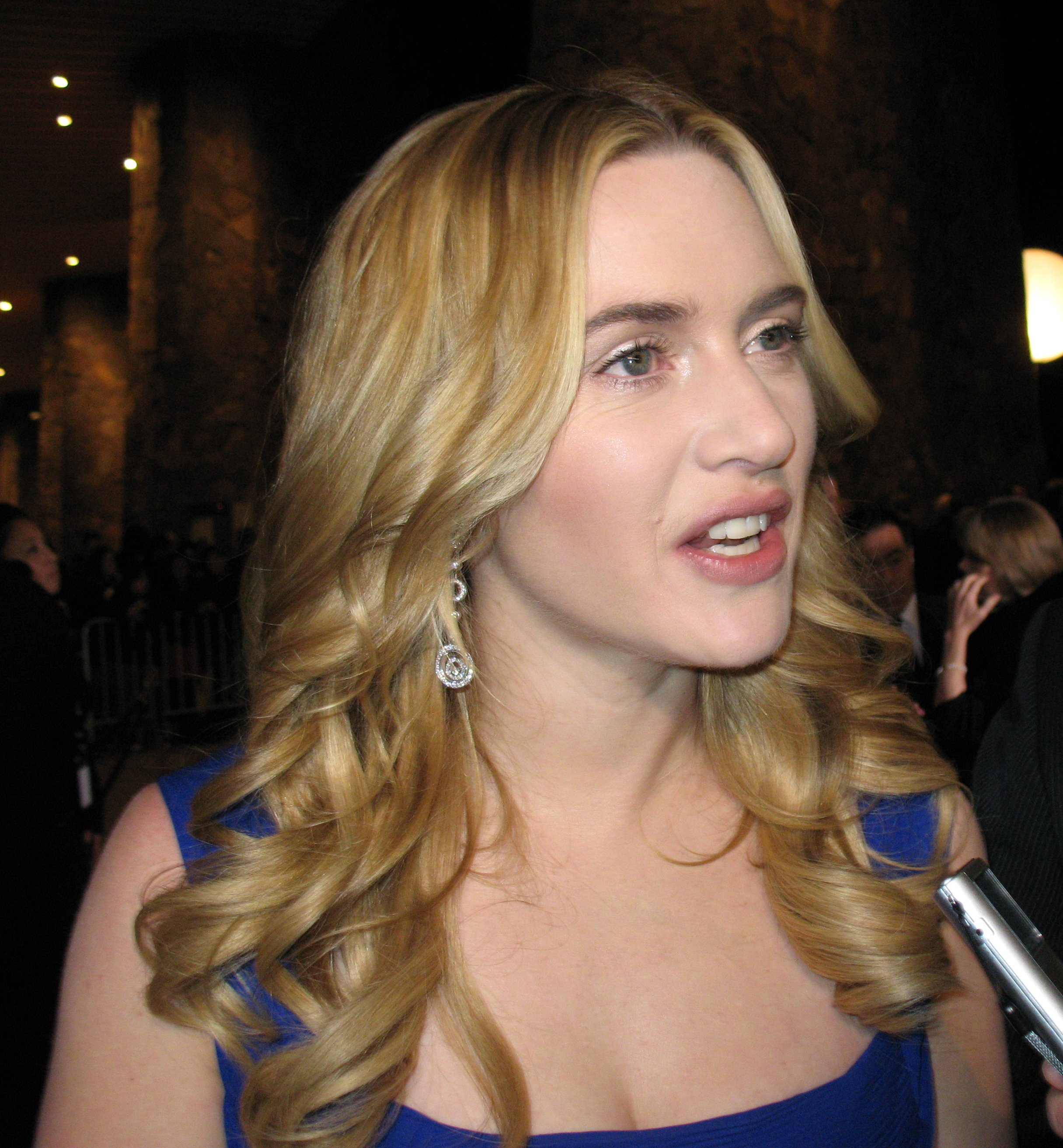
Kate Winslet byla za svou roli nominována na Oscara a Zlatý glóbus

### Oscar

#### Cena
- Nejlepší film – James Cameron, Jon Landau
- Nejlepší režie – James Cameron
- Nejlepší hudba – James Horner
- Nejlepší filmová píseň – hudba James Horner, text Will Jennings, za píseň „My Heart Will Go On“
- Nejlepší kamera – Russell Carpenter
- Nejlepší výprava – Peter Lamont, Michael Ford
- Nejlepší kostýmy – Deborah Lynn Scott
- Nejlepší vizuální efekty – Robert Legato, Mark A. Lasoff, Thomas L. Fisher, Michael Kanfer
- Nejlepší zvuk – Gary Rydstrom, Tom Johnson, Gary Summers, Mark Ulano
- Nejlepší střih zvuku – Tom Bellfort, Christopher Boyes
- Nejlepší střih – Conrad Buff IV, James Cameron, Richard A. Harris

#### Nominace

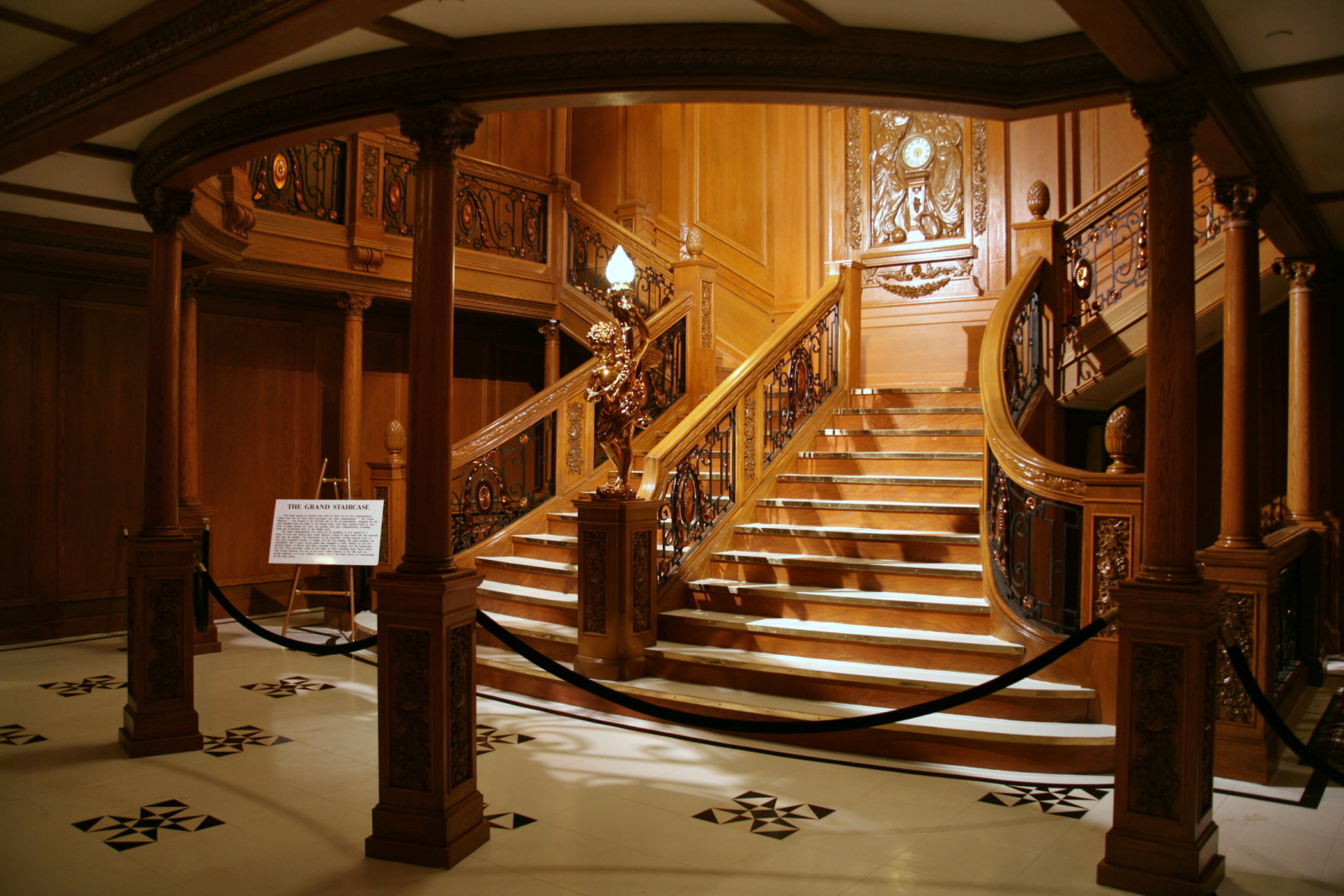
Vstupní schodiště filmového Titanicu

- Nejlepší herečka v hlavní roli – Kate Winslet
- Nejlepší herečka ve vedlejší roli – Gloria Stuart

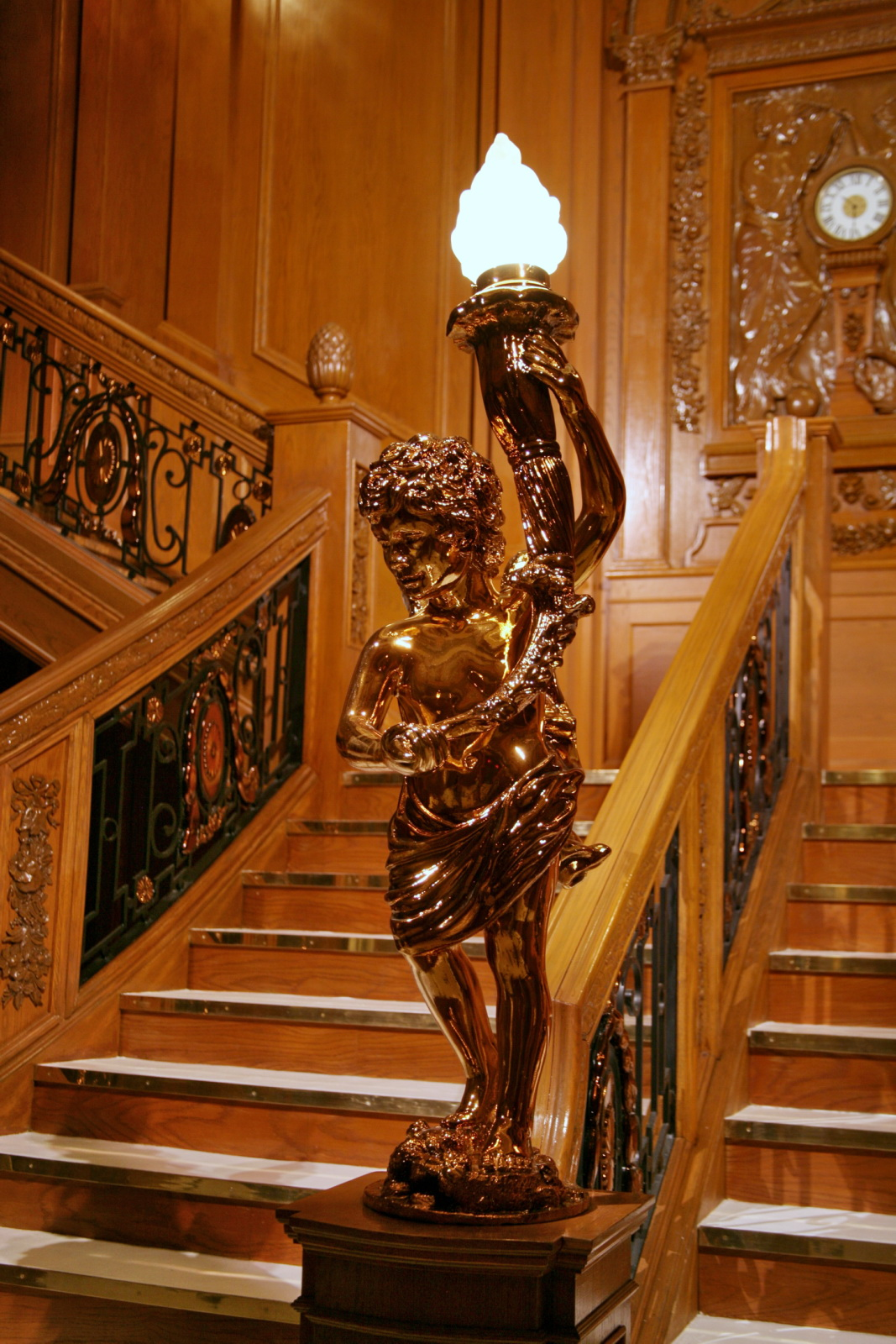
Vstupní schodiště filmového Titanicu

- Nejlepší masky – Tina Earnshaw, Greg Cannom, Simon Thompson

### Zlatý glóbus

#### Cena
- Nejlepší film – James Cameron, Jon Landau
- Nejlepší režie – James Cameron
- Nejlepší hudba – James Horner
- Nejlepší píseň – Hudba James Horner, text Will Jennings za píseň „My Heart Will Go On“

#### Nominace
- Nejlepší herečka v hlavní roli (drama) – Kate Winslet
- Zlatý glóbus za nejlepší mužský herecký výkon (drama) – Leonardo DiCaprio
- Nejlepší herečka ve vedlejší roli – Gloria Stuart
- Nejlepší scénář – James Cameron

### BAFTA

#### Nominace
- Nejlepší film
- Cena Davida Leana za nejlepší režii
- Cena Anthonyho Asquitha za nejlepší hudbu
- Nejlepší kamera
- Nejlepší kostýmy
- Nejlepší střih
- Nejlepší masky
- Nejlepší zvuk
- Nejlepší speciální efekty
- Nejlepší výprava

### Český lev
- Divácky nejúspěšnější film

### César
- Nejlepší zahraniční film (USA) (nominace)

### Grammy
- Nejlepší filmová nebo televizní píseň